# Philipp Stennert
Philipp Stennert (Göttingen, 25 d'agost de 1975) és un director de cinema i guionista alemany.

## Biografia
Philipp Stennert va començar a treballar en projectes cinematogràfics amb Jakob Ziemnicki durant els seus dies d'escola al Gymnasium Kreuzgasse. Es va graduar a l'Acadèmia de Cinema de Baden-Württemberg el 2004 amb una llicenciatura en direcció. Des de l'any 2000 treballa amb Cyrill Boss com a duet d'autor i director. El 2006 van rodar el seu primer llargmetratge Neues vom Wixxer.
A la primavera de 2009, Boss i Stennert van rodar el seu segon llargmetratge, la comèdia d'acció Jerry Cotton. La pel·lícula va ser produïda per Christian Becker, amb qui els dos directors han treballat junts diverses vegades. El 2011, Boss i Stennert van adaptar la novel·la infantil Das Haus der Krokodile de Helmut Ballot. Per Das Haus der Krokodile Boss i Stennert van rebre el Bayerischer Filmpreis el 2012.
El 2013, Boss i Stennert van dirigir el thriller psicològic Neben der Spur – Adrenalin per a ZDF. La pel·lícula està basada en la novel·la homònima de l'autor australià més venut Michael Robotham i es va estrenar al Festival de Cinema de Munic el 2014. L'any següent, el duet de direcció va adaptar el segon thriller de la sèrie de novel·les amb el títol Neben der Spur – Amnesie.
Boss i Stennert van dirigir la pel·lícula de televisió ARD en dues parts Die Dasslers - Pioniere, Brüder und Rivalen. La pel·lícula, en la qual Christian Friedel, Hanno Koffler, Alina Levshin i Hannah Herzsprung interpreten els papers principals, explica la dramàtica història de la vida dels germans emprenedors Rudolf Dassler  i Adi Dassler, que es van fer coneguts a tot el món amb les seves companyies de sabates esportives competidores Puma i Adidas. El rodatge va tenir lloc a Praga. Die Dasslers es va estrenar al Festival de Cinema de Munic el 2016 i va ser guardonat amb el Premi de Televisió Bernd Burgemeister.
Boss i Stennert van ser els responsables com a autors i directors de l'exitosa sèrie de thriller Der Pass (2019) al canal de televisió de pagament Sky. El 2020 van ser guardonats amb el Premi Adolf Grimme en la categoria de "millor director" i el 2022 amb el Deutscher Fernsehpreis.

## Filmografia
- 1998: Dark
- 1999: Making of Andalousian Dog (Fals documental)
- 2000: Aussteiger (curtmetratge)
- 2002: Shadowman (curtmetratge)
- 2003: Was nicht passt wird passend gemacht/ 1. Staffel (només guió)
- 2004: Agujero
- 2004: Was nicht passt wird passend gemacht/ 2. Staffel (només guió)
- 2005: Es ist ein Elch entsprungen (Co-autor)
- 2006: Die Pro7 Märchenstunde – Rapunzel
- 2006: Die Pro7 Märchenstunde – Zwerg Nase
- 2007: Neues vom WiXXer
- 2010: Jerry Cotton
- 2012: Das Haus der Krokodile
- 2014: Neben der Spur – Adrenalin
- 2016: Neben der Spur – Amnesie
- 2016: Die Dasslers – Pioniere, Brüder und Rivalen
- 2017–18: Der Pass temporada 1 (sèrie de televisió de 8 episodis)
- 2018–22: Der Pass temporada 1 (sèrie de televisió de 8 episodis)
- 2024: Hagen – Im Tal der Nibelungen

## Premis
- Deutscher Fernsehpreis 2022 a la categoria de "Millor director de ficció".
- Deutscher Fernsehkrimipreis "Millor sèrie 2022" für Der Pass II
- Deutscher Fernsehpreis 2020 a la categoria Millor sèrie dramàtica
- Adolf-Grimme-Preis 2020 per Der Pass (Buch und Regie)
- Goldene Kamera 2019 "Millor sèrie" per Der Pass
- Deutscher Wirtschaftsfilmpreis 2017 Premi especial "Història econòmica alemanya" per Die Dasslers – Pioniere, Brüder und Rivalen
- Bernd Burgemeister Fernsehpreis per Die Dasslers – Pioniere, Brüder und Rivalen
- Festival de cinema juvenil de Montreal 2013: Prix coup de coer per Das Haus der Krokodile
- Goldener Spatz 2012: "Millor pel·lícula" per Das Haus der Krokodile
- Bayerischer Filmpreis 2012 per Das Haus der Krokodile[5]
- Deutscher Filmpreis 2012: Nomininada per Das Haus der Krokodile
- Festival de Cinema de Giffoni 2012: Premi Grifó per Das Haus der Krokodile[6]
- Premi del públic del Festival de Cinema Juvenil d'Anvers i Bruges per Das Haus der Krokodile
- Deutscher Kamerapreis 2011: "Millor muntatge" i "Millor càmera" per Jerry Cotton Jerry Cotton
- Jupiter-Filmpreis 2008 "Millor pel·lícula" für Neues vom Wixxer